# دنيانا (برنامج تلفزيوني)
دنيانا هو برنامج تلفزيوني حواري تقدمه ندى عبد الصمد في تلفزيون بي بي سي عربي تستضيف فيه ثلاثة نساء من العالم العربي،ويتناول البرنامج قضايا الساعه في عالمنا العربي من القضايا السياسية الي القضايا الأجتماعية.

## الحلقات
| الحلقة | التاريخ    | الموضوع                 | الضيفات                              | المهنة                                                                | الدولة              | رابط الحلقة | ملاحظات |
| ------ | ---------- | ----------------------- | ------------------------------------ | --------------------------------------------------------------------- | ------------------- | ----------- | ------- |
| -      | أبريل 2017 | النقاب في الدول العربية | خديجة أميتي إيمان بيبرس مزنة المسافر | أستاذة جامعية في علم الاجتماع وناشطة نسوية ناشطة نسوية مخرجة سينمائية | المغرب · مصر · عُمان | -           |         |